# 석걸숙
석걸숙(昔乞淑, ?~?)은 신라(新羅) 초기(草奇)의 왕족(王族)이며 문신(文臣)이다. 신라(新羅)의 왕자(王子)이자 갈문왕(葛文王)의 추봉됨 조분이사금(助賁泥師今)과 아이혜부인 석씨(阿爾兮夫人 昔氏) 아들이다.

## 생애
김부식의 삼국사기의 신라본기에 의하면 그가 , 조분 이사금의 아들이라는 설과 손자라는 설이 있으며, 기림 이사금의 아버지이다. 김부식은 걸숙이 조분의 아들이라는 설과, 조분의 손자라는 설을 같이 수록했다.
일연의 삼국유사에는 걸숙이 조분 이사금의 아들이라는 설과, 기림이 조분의 아들로서 조분의 처 아이혜부인 소생이라는 설을 같이 수록하였다.
갈문왕 추봉 여부는 알 수 없다.

## 가계
- 부왕 : 조분이사금(助賁泥師今)
- 모후 : 아이혜부인 석씨(阿爾兮夫人 昔氏)
  - 왕자 : 석걸숙(昔乞淑)
  - 부인 : 유리이사금과 차비김씨의 딸